# مخت
مخت، روستایی در دهستان مخت بخش مرکزی شهرستان نیک‌شهر در استان سیستان و بلوچستان ایران است.این روستا مرکز دهستان مخت است. مردمان دهستان مخت مهمان نواز با محبت و با وفا و با وقار هستند ودر ضمن مرمان مخت استعداد و هنرهای خاصی دارند که لایق شکوفایی هستند

## جمعیت
جمعیت این روستا بر اساس سرشماری نفوس و مسکن در سال ۱۳۹۵ ، جمعیت ۱،۶۴۷ نفر (۴۱۳خانوار) بوده‌است.